# Laurent Voulzy

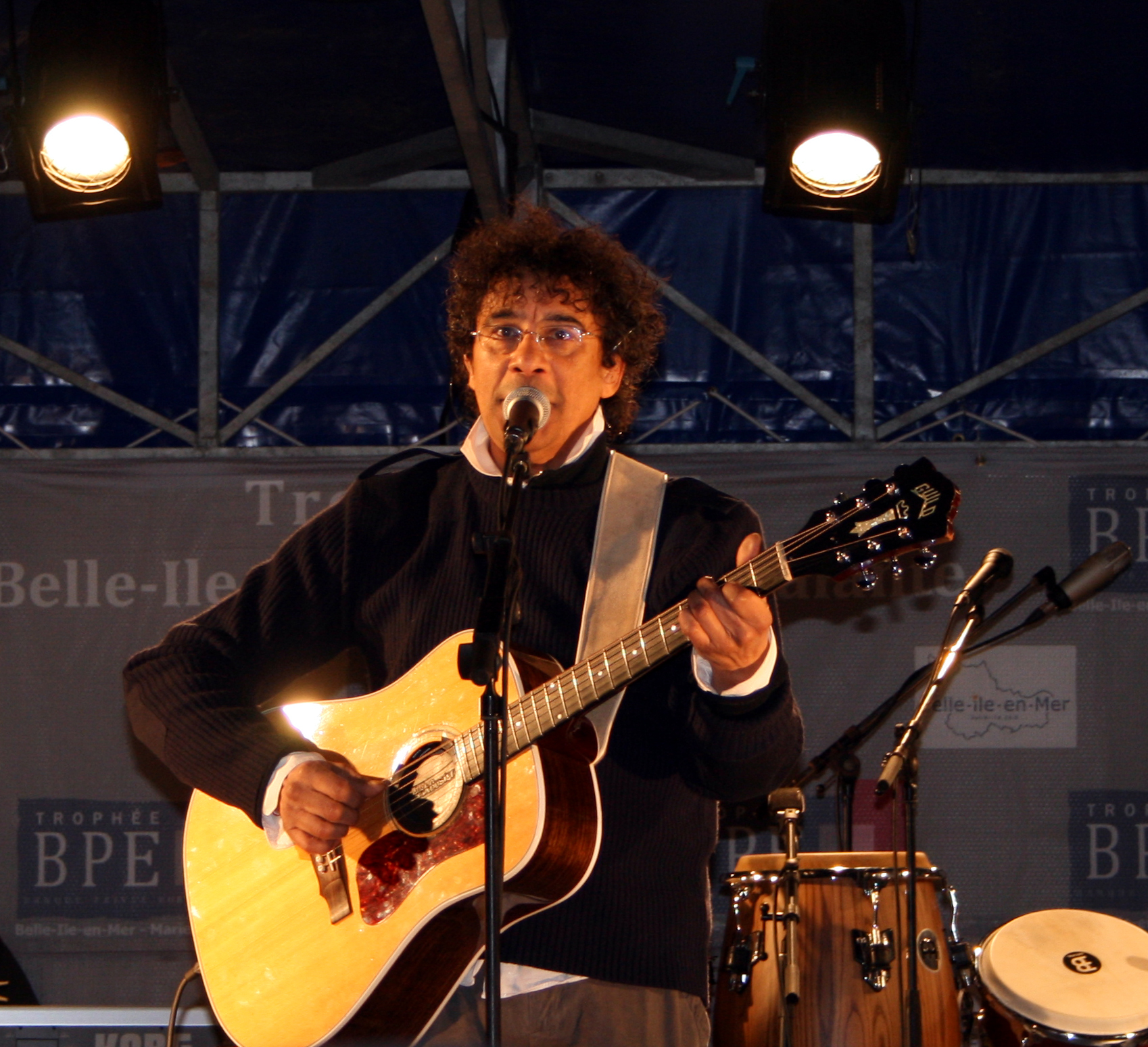
Laurent Voulzy (2007)

Laurent Voulzy (* 18. Dezember 1948 in Paris als Lucien Voulzy) ist ein französischer Sänger und Komponist.

## Leben
Voulzy trat von 1969 bis 1974 als Gitarrist in der Band von Pascal Danel erstmals vor ein größeres Publikum. Seine anschließende Solokarriere gründete auf der Zusammenarbeit mit dem Liedtexter Alain Souchon, die über mehrere erfolgreiche Alben anhielt.
Ein internationaler Durchbruch gelang Voulzy 1977 mit seinem Lied Rockollection. So trat er damit in den deutschen Musiksendungen Musikladen und disco auf. Obwohl er auch eine englisch- und spanischsprachige Version aufnahm, war die original französischsprachige die international erfolgreiche. Mit den Liedern Le Soleil Donne und Les Nuits Sans Kim Wilde feierte er seine größten Single-Erfolge in Frankreich, während er mit La Septième Vague ein Album an der Spitze der Charts platzieren konnte.

## Diskografie

### Studioalben
| Jahr | Titel Musiklabel                      | Höchstplatzierung, Gesamtwochen, AuszeichnungChartplatzierungen (Jahr, Titel, Musiklabel, Platzierungen, Wochen, Auszeichnungen, Anmerkungen) | Höchstplatzierung, Gesamtwochen, AuszeichnungChartplatzierungen (Jahr, Titel, Musiklabel, Platzierungen, Wochen, Auszeichnungen, Anmerkungen) | Höchstplatzierung, Gesamtwochen, AuszeichnungChartplatzierungen (Jahr, Titel, Musiklabel, Platzierungen, Wochen, Auszeichnungen, Anmerkungen) | Anmerkungen                                               |
| Jahr | Titel Musiklabel                      | FR | BEW | CH | Anmerkungen                                               |
| ---- | ------------------------------------- | --- | --- | --- | --------------------------------------------------------- |
| 1979 | Le Coeur Grenadine RCA                | — | — | — |                                                           |
| 1983 | Bopper En Larmes RCA                  | — | — | — |                                                           |
| 1992 | Caché Derrière Ariola                 | FR— PlatinFR | BEW183 (1 Wo.)BEW | — | Charteinstieg BEW: 2022                                   |
| 2001 | Avril RCA                             | FR3 ×2Doppelplatin · (90 Wo.)FR | BEW4 Gold · (56 Wo.)BEW | CH50 (9 Wo.)CH | Erstveröffentlichung: 30. November 2001                   |
| 2006 | La Septième Vague RCA                 | FR1 Diamant · (75 Wo.)FR | BEW1 Platin · (62 Wo.)BEW | CH7 Gold · (16 Wo.)CH | Erstveröffentlichung: 26. Juni 2006                       |
| 2008 | Recollection RCA                      | FR2 Platin · (31 Wo.)FR | BEW1 (22 Wo.)BEW | CH20 (8 Wo.)CH | Erstveröffentlichung: 2. Juli 2008                        |
| 2011 | Lys and Love Columbia                 | FR2 ×3Dreifachplatin · (95 Wo.)FR | BEW1 Platin · (91 Wo.)BEW | CH30 (9 Wo.)CH | Erstveröffentlichung: 28. November 2011                   |
| 2014 | Alain Souchon & Laurent Voulzy Warner | FR1 ×3Dreifachplatin · (80 Wo.)FR | BEW1 Gold · (67 Wo.)BEW | CH8 (16 Wo.)CH | Erstveröffentlichung: 24. November 2014 mit Alain Souchon |
| 2017 | Belem Columbia                        | FR6 (16 Wo.)FR | BEW4 (22 Wo.)BEW | CH31 (5 Wo.)CH | Erstveröffentlichung: 1. September 2017                   |
| 2019 | Mont Saint-Michel Columbia            | FR24 Gold · (17 Wo.)FR | BEW24 (14 Wo.)BEW | CH89 (2 Wo.)CH | Erstveröffentlichung: 6. Dezember 2019                    |

grau schraffiert: keine Chartdaten aus diesem Jahr verfügbar

### Livealben
| Jahr | Titel Musiklabel                            | Höchstplatzierung, Gesamtwochen, AuszeichnungChartplatzierungen (Jahr, Titel, Musiklabel, Platzierungen, Wochen, Auszeichnungen, Anmerkungen) | Höchstplatzierung, Gesamtwochen, AuszeichnungChartplatzierungen (Jahr, Titel, Musiklabel, Platzierungen, Wochen, Auszeichnungen, Anmerkungen) | Höchstplatzierung, Gesamtwochen, AuszeichnungChartplatzierungen (Jahr, Titel, Musiklabel, Platzierungen, Wochen, Auszeichnungen, Anmerkungen) | Anmerkungen                                               |
| Jahr | Titel Musiklabel                            | FR | BEW | CH | Anmerkungen                                               |
| ---- | ------------------------------------------- | --- | --- | --- | --------------------------------------------------------- |
| 2004 | Le gothique flamboyant pop dancing tour RCA | FR82 (10 Wo.)FR | BEW45 (12 Wo.)BEW | — | Erstveröffentlichung: 10. November 2004                   |
| 2013 | Lys & Love Tour Columbia                    | FR18 Gold · (17 Wo.)FR | BEW28 (25 Wo.)BEW | — | Erstveröffentlichung: 25. November 2013                   |
| 2016 | Le concert                                  | FR14 Platin · (17 Wo.)FR | BEW13 (33 Wo.)BEW | CH75 (2 Wo.)CH | Erstveröffentlichung: 18. November 2016 mit Alain Souchon |

Weitere Livealben
- 1994: Voulzy Tour (Ariola, FR: ×2Doppelgold )

### Kompilationen
| Jahr | Titel Musiklabel               | Höchstplatzierung, Gesamtwochen, AuszeichnungChartplatzierungen (Jahr, Titel, Musiklabel, Platzierungen, Wochen, Auszeichnungen, Anmerkungen) | Höchstplatzierung, Gesamtwochen, AuszeichnungChartplatzierungen (Jahr, Titel, Musiklabel, Platzierungen, Wochen, Auszeichnungen, Anmerkungen) | Höchstplatzierung, Gesamtwochen, AuszeichnungChartplatzierungen (Jahr, Titel, Musiklabel, Platzierungen, Wochen, Auszeichnungen, Anmerkungen) | Anmerkungen                            |
| Jahr | Titel Musiklabel               | FR | BEW | CH | Anmerkungen                            |
| ---- | ------------------------------ | --- | --- | --- | -------------------------------------- |
| 1989 | Belle île en mer 1977 / 1988   | FR167 Platin · (3 Wo.)FR | BEW182 (1 Wo.)BEW | — | Charteinstieg FR: 2012, BEW:2022       |
| 2003 | Saisons, le double Best Of RCA | FR— GoldFR | BEW8 (41 Wo.)BEW | CH46 (5 Wo.)CH | Erstveröffentlichung: 24. Oktober 2003 |
| 2020 | Florilège                      | FR43 Gold · (18 Wo.)FR | BEW20 (17 Wo.)BEW | CH95 (1 Wo.)CH | Erstveröffentlichung: 4. Dezember 2020 |

grau schraffiert: keine Chartdaten aus diesem Jahr verfügbar
Weitere Kompilationen
- 2002: Les Essentiels (RCA)

### Singles
| Jahr | Titel Album                                        | Höchstplatzierung, Gesamtwochen, AuszeichnungChartplatzierungen (Jahr, Titel, Album, Platzierungen, Wochen, Auszeichnungen, Anmerkungen) | Höchstplatzierung, Gesamtwochen, AuszeichnungChartplatzierungen (Jahr, Titel, Album, Platzierungen, Wochen, Auszeichnungen, Anmerkungen) | Höchstplatzierung, Gesamtwochen, AuszeichnungChartplatzierungen (Jahr, Titel, Album, Platzierungen, Wochen, Auszeichnungen, Anmerkungen) | Höchstplatzierung, Gesamtwochen, AuszeichnungChartplatzierungen (Jahr, Titel, Album, Platzierungen, Wochen, Auszeichnungen, Anmerkungen) | Anmerkungen                                             |
| Jahr | Titel Album                                        | FR | BEW | DE | CH | Anmerkungen                                             |
| --- | -------------------------------------------------- | --- | --- | --- | --- | ------------------------------------------------------- |
| 1977 | Rockollection –                                    | FR— PlatinFR | — | DE8 (19 Wo.)DE | CH3 (16 Wo.)CH |                                                         |
| 1984 | Désir, désir –                                     | FR29 (4 Wo.)FR | — | — | — | mit Véronique Jannot                                    |
| 1986 | Belle-île-en mer, Marie Galante –                  | FR20 Silber · (20 Wo.)FR | — | — | — |                                                         |
| 1987 | My Song of You –                                   | FR31 (10 Wo.)FR | — | — | — |                                                         |
| 1989 | Le soleil donne –                                  | FR21 (13 Wo.)FR | — | — | — |                                                         |
| 1992 | Paradoxal système Caché Derrière                   | FR10 (16 Wo.)FR | — | — | — |                                                         |
| 1993 | Le rêve du pêcheur Caché Derrière                  | FR37 (4 Wo.)FR | — | — | — |                                                         |
| 1995 | Rockollection (Live) –                             | FR37 (12 Wo.)FR | BEW39 (1 Wo.)BEW | — | — |                                                         |
| 2002 | La fille d’Avril Avril                             | FR26 (14 Wo.)FR | — | — | — |                                                         |
| 2002 | Amélie Colbert Avril                               | FR36 (17 Wo.)FR | — | — | — |                                                         |
| 2006 | Derniers baisers La Septième Vague                 | FR8 (25 Wo.)FR | BEW17 (5 Wo.)BEW | — | CH96 (1 Wo.)CH | Erstveröffentlichung: 29. September 2006                |
| 2011 | Jeanne Lys and Love                                | FR14 (42 Wo.)FR | BEW4 (24 Wo.)BEW | — | — | Erstveröffentlichung: 12. September 2011                |
| 2014 | Derrière les mots Alain Souchon & Laurent Voulzy   | FR35 (10 Wo.)FR | BEW22 (2 Wo.)BEW | — | — | Erstveröffentlichung: 6. Oktober 2014 mit Alain Souchon |
| Folgende Lieder erschienen nicht als Single, wurden aber durch das Album zum Download und Streaming bereitgestellt und konnten somit eine Platzierung erlangen: |                                                    | | | | |                                                         |
| |                                                    | | | | |                                                         |
| 2014 | La baie des fourmis Alain Souchon & Laurent Voulzy | FR197 (1 Wo.)FR | — | — | — | mit Alain Souchon                                       |

grau schraffiert: keine Chartdaten aus diesem Jahr verfügbar
Weitere Singles
- 1978: Bubble Star
- 1979: Le Cœur grenadine
- 1979: Karin Redinger
- 1979: Cocktail chez mademoiselle
- 1980: Surfing Jack
- 1981: Idéal simplifié
- 1983: Bopper en larmes
- 1983: Liebe
- 1985: Les Nuits Sans Kim Wilde
- 1993: Le Pouvoir des fleurs
- 1993: Caché derrière
- 2001: Une héroïne
- 2003: Là où je vais
- 2008: My Song of You
- 2008: Jelly Bean
- 2009: Le vent qui va
- 2011: Jeanne
- 2012: C’était déjà toi
- 2012: En regardant vers le pays de France (feat. Nolwenn Leroy)
- 2014: Derrière les mots (Duett mit Alain Souchon)

## Auszeichnungen für Musikverkäufe
| Goldene Schallplatte - Frankreich - 2013: für das Videoalbum Lys & Love Live - Kanada - 1977: für die Single Rockollection | Platin-Schallplatte - Frankreich - 2005: für das Videoalbum DVD Live Diamantene Schallplatte - Frankreich - 2014: für das Videoalbum Lys & Love Live |

Anmerkung: Auszeichnungen in Ländern aus den Charttabellen bzw. Chartboxen sind in ebendiesen zu finden.
| Land/RegionAuszeichnungen für Musikverkäufe (Land/Region, Auszeichnungen, Verkäufe, Quellen) | Silber  | Gold       | Platin       | Diamant     | Verkäufe  | Quellen                     |
| -------------------------------------------------------------------------------------------- | ------- | ---------- | ------------ | ----------- | --------- | --------------------------- |
| Belgien (BRMA)                                                                               | —       | 2× Gold2   | 2× Platin2   | —           | 115.000   | ultratop.be                 |
| Frankreich (SNEP)                                                                            | Silber1 | 7× Gold7   | 14× Platin14 | 2× Diamant2 | 4.635.000 | infodisc.fr snepmusique.com |
| Kanada (MC)                                                                                  | —       | Gold1      | —            | —           | 75.000    | musiccanada.com             |
| Schweiz (IFPI)                                                                               | —       | Gold1      | —            | —           | 15.000    | hitparade.ch                |
| Insgesamt                                                                                    | Silber1 | 11× Gold11 | 16× Platin16 | 2× Diamant2 |           |                             |